# 特拉许滕
特拉许滕是奥地利施蒂利亚州德意志兰茨贝格县的一个市镇。总面积28.23平方公里，总人口428人，人口密度15.2人/平方公里（2001年）。